# Циркова спілка Кобзова
Циркова спілка Кобзова — це всеукраїнська громадська організація (ВГО), яка активно займається благодійністю та захистом соціальних, культурних та інших інтересів своїх членів.
19 вересня 2002 року під керівництвом Миколи Кобзова, заслуженого працівника культури України, у Києві було засновано ВГО «Циркова спілка Кобзова».
Основна мета спілки — це популяризація розвитку циркового мистецтва в Україні; популяризація та розвиток українського циркового мистецтва в світі; підтримка і розвиток початківців та професійних артистів цирку; підтримка ветеранів цирку; налагодження контактів з міжнародними цирковими організаціями та фестивалями; проведення міжнародних циркових проєктів в Україні; налагодження гастрольної діяльності українських артистів в Україні та на світових аренах.
Сьогодні Всеукраїнська громадська організація «Циркова спілка Кобзова» об'єднує 15 цирків-шапіто, концертні зали, музей циркового мистецтва і понад п'ятсот індивідуальних членів: артистів і працівників різних циркових професій.

## Громадська діяльність
«Циркова спілка Кобзова» і «Цирк Кобзов» беруть активну участь в організації та проведенні різних національних і міжнародних проєктів, здійснюють широку громадську роботу.
Колектив «Цирку Кобзов» є постійним учасником рейтингових телевізійних проєктів, таких як: «Я все про Вас знаю» (телеканал Інтер), «Хочу і буду», «Танці з зірками» (телеканал 1+1), «Хороші пісні» (телеканали СТС і 1+1), проєкту «Восьме чудо світу» (який був створений з ініціативи «Циркової спілки Кобзова», за підтримки телеканалу УТ-1); брав участь у зніманні новорічного мюзиклу «Три мушкетери» (телеканал Інтер), проєкту «Фабрика зірок-3» (Новий канал), програми «Ширше коло!», різноманітних проєктів Студії Квартал 95, загальнонаціональних рейтингових конкурсів («Людина року», «Золоте перо») та багатьох інших проєктів, у тому числі в зніманні творчих вечорів відомих діячів культури.
Артисти «Цирку Кобзов» постійні учасники заходів, які організовують районні та міські адміністрації: День міста, спортивні та сімейні свята, виставки, форуми, презентації. Одним з найбільш значущих проєктів, за участю артистів цирку, став щорічний національний проєкт «Сорочинський ярмарок» у місті Полтава.
Особливу увагу «Циркова спілка Кобзова» приділяє роботі з молоддю. Організація є партнером Київського державного коледжу естрадного та циркового мистецтва, співпрацює з різними цирковими студіями, сприяє творчому розвитку талановитих юнаків та дівчат, постійно вивчає досвід найкращих вітчизняних і іноземних колективів. Це допомагає молодим артистам постійно вдосконалювати свій професійний рівень, сприяє їх працевлаштуванню, продовженню циркових традицій і династій.

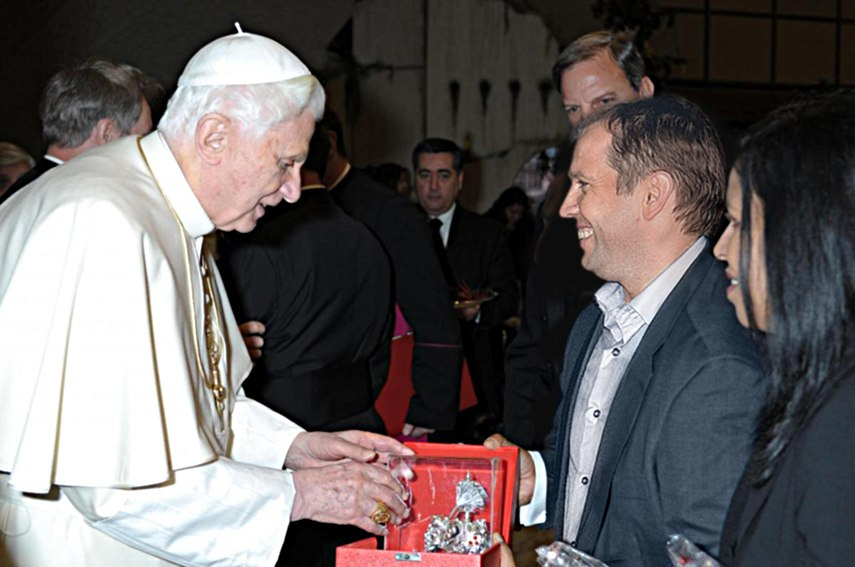
Папа Римський Бенедикт XVI та Микола Кобзов у Римі, 2012 рік

У 2004 році вийшов перший музичний альбом з 14 циркових пісень, слова до яких написав Микола Кобзов.
У 2005 році, за підтримки ВГО «Циркова спілка Кобзова», вийшла книга М. А. Рибакова «Історія Київського цирку».
6 червня 2008 року відбулися випускні іспити в Московському ГУЦЕІ ім. Румянцева. До складу комісії, нарівні з такими метрами циркового мистецтва як М. М. Запашний, В. М. Савіна, М. Ю. Нікулін, Б. В. Федотов, був запрошений Микола Кобзов.
У 2009 році було видано Перший український цирковий журнал «Гастроль».
У 2010 році відбулось відкриття дитячої циркової школи у м. Києві та відкриття магазину циркового реквізиту.
Протягом всієї трудової діяльності ВГО «Циркова спілка Кобзова» співпрацює з різними державними, громадськими, благодійними, цирковими та іншими організаціями, серед них такі, як: «Цирк на сцені», «Академія естрадно-циркового мистецтва», «УкрДержКонцерт», Палац культури «Україна» та інші; організовує знімання документальних фільмів, численних телерадіопередач, сюжетів та інтерв'ю про життя і творчу діяльність артистів цирків-шапіто.

## Концертний зал «Allegro hall»
20 червня 2006 року відбулося відкриття Концертного залу «Allegro hall». Це унікальний проєкт, який став місцем проведення масштабних шоу. Технічні характеристики залу дозволяють проводити на його сценічному майданчику заходи високого рівня і різного напрямку, від циркових номерів до проведення корпоративних заходів, що дає можливість реалізовувати найсміливіші режисерські ідеї.
Концертний зал «Allegro hall»  у 2006 році відвідала принцеса князівства Монако Стефанія, яка вперше приїхала в Україну. У рамках свого візиту принцеса взяла участь у відборі найкращих циркових номерів українських артистів для участі на найпрестижніших світових фестивалях.
Принцеса Монако Стефанія повторно приїжджала в Алегро Холл у 2012 році з тією ж метою — вибрати найкращі циркові номери для свого міжнародного дитячого циркового фестивалю в Монте-Карло .

## Відкриття Музею циркового мистецтва
21 травня 2007 року, з ініціативи Миколи Кобзова, відкрився перший в Україні Музей циркового мистецтва.
Чисельність музейних експонатів налічує понад 2000 екземплярів: перші афіші, рідкісні фотографії з автографами, костюми артистів, рецензії й статті журналістів різних поколінь, образотворчі матеріали, бібліотека циркових книг, цирковий реквізит, картини, малюнки, плакати, скульптури, фестивальні нагороди, циркові буклети.
За час свого існування музей, абсолютно безкоштовно, відвідало більш ніж 30 000 дітей і дорослих.

## Дельфінарій під куполом цирку

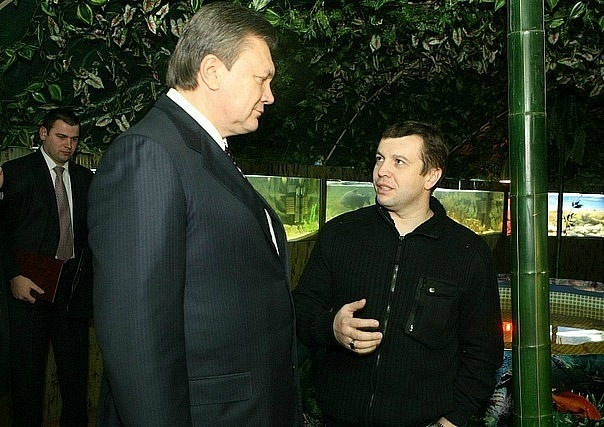
Президент України Віктор Янукович та президент "Спілки Кобзова" Микола Кобзов на благодійному концерті Кобзов Аква-Шоу, присвячений Дню Святого Миколая (2010 рік)

12 грудня 2008 року, в місті Києві, «Цирк Кобзов» вперше представив глядачам єдиний у світі Дельфінарій під куполом цирку — «Кобзов Аква-Шоу».
Цирк морських тварин — це унікальний проєкт, який об'єднав на одній сцені індивідуальні акторські якості не тільки людей, але і тварин. У проєкті брали участь представники найбільшої групи морських тварин: дельфіни, білі кити (білухи), морські котики, морські леви і морж.
Впродовж 2009–2010 років «Кобзов Аква-Шоу» одночасно працював в чотирьох містах України: Києві, Бердянську, Львові та Дніпропетровську.
Дельфінарії були побудовані в найбільших в СНД цирках-шапіто «Кобзов» на 3000 місць, що були спеціально привезені зі Швейцарії.

## Гастрольна діяльність
2004 рік — початок гастрольної діяльності «Цирків Кобзов».
Перші цирки-шапіто почали гастролювати по території Росії. Після гастрольного дебюту в Москві, артисти з великим успіхом дають вистави у багатьох містах ближнього зарубіжжя. На сьогодні, гастрольна діяльність артистів «Цирку Кобзов» охопила географію всього світу.
У червні 2004 року «Циркова спілка Кобзова» спільно з «Цирком Кобзов» стали співорганізаторами, єдиного на той час в Україні, 1-го Міжнародного фестивалю естрадно-циркового мистецтва «Зоряна лагуна», який проходив під патронатом Президента України. На фестивалі було представлено театралізоване естрадно-циркове шоу «Сьоме небо», гастрольний тур якого спільно з радіостанцією «Мелодія», у форматі спільної благодійної акції «Україна — моя сім'я» та у рамках державної програми «Рік сім'ї в Україні», пройшов з великим успіхом по 12-ти містах України. Акція проходила під патронатом Міністерства надзвичайних ситуацій та Міністерства у справах сім'ї, молоді та спорту.
У березні 2006 року, з ініціативи Миколи Кобзова, до 5-річчя творчої діяльності «Цирку Кобзов» у Києві одночасно пройшли широкомасштабні гастролі дев'яти цирків-шапіто, в яких було задіяно понад 250 артистів, які представили гостям і жителям Києва нові циркові програми та оригінальні номери. Абсолютно безкоштовно, протягом місяця циркові вистави відвідали близько 500 тисяч глядачів.
22 листопада 2006 року створена нова шоу-програма «Цирк для дорослих».
28 листопада 2006 року створено театралізоване естрадно-циркове шоу «Хто ти?», за участю співачки Марини DIA.
22 березня 2007 року створена нова циркова програма «Повітряне шоу з зірками».
11 жовтня 2007 року створена нова циркова шоу-програма «Код пристрасті».
У вересні 2009 року, вперше в історії м. Петропавловськ-Камчатського (півострів Камчатка) артисти цирку-шапіто «Кобзов» дають вистави в Авачинській бухті Тихого океану.
2008–2010 — «Кобзов Аква-Шоу» одночасно працював в чотирьох містах України: Києві, Бердянську, Львові та Дніпропетровську.
2010–2011 — установка концертних залів «Кобзов» по Україні, кожен з яких на 3000 місць.
2013 рік — Гастролі оновленого «Цирку Кобзов» по містах України.

## Благодійність

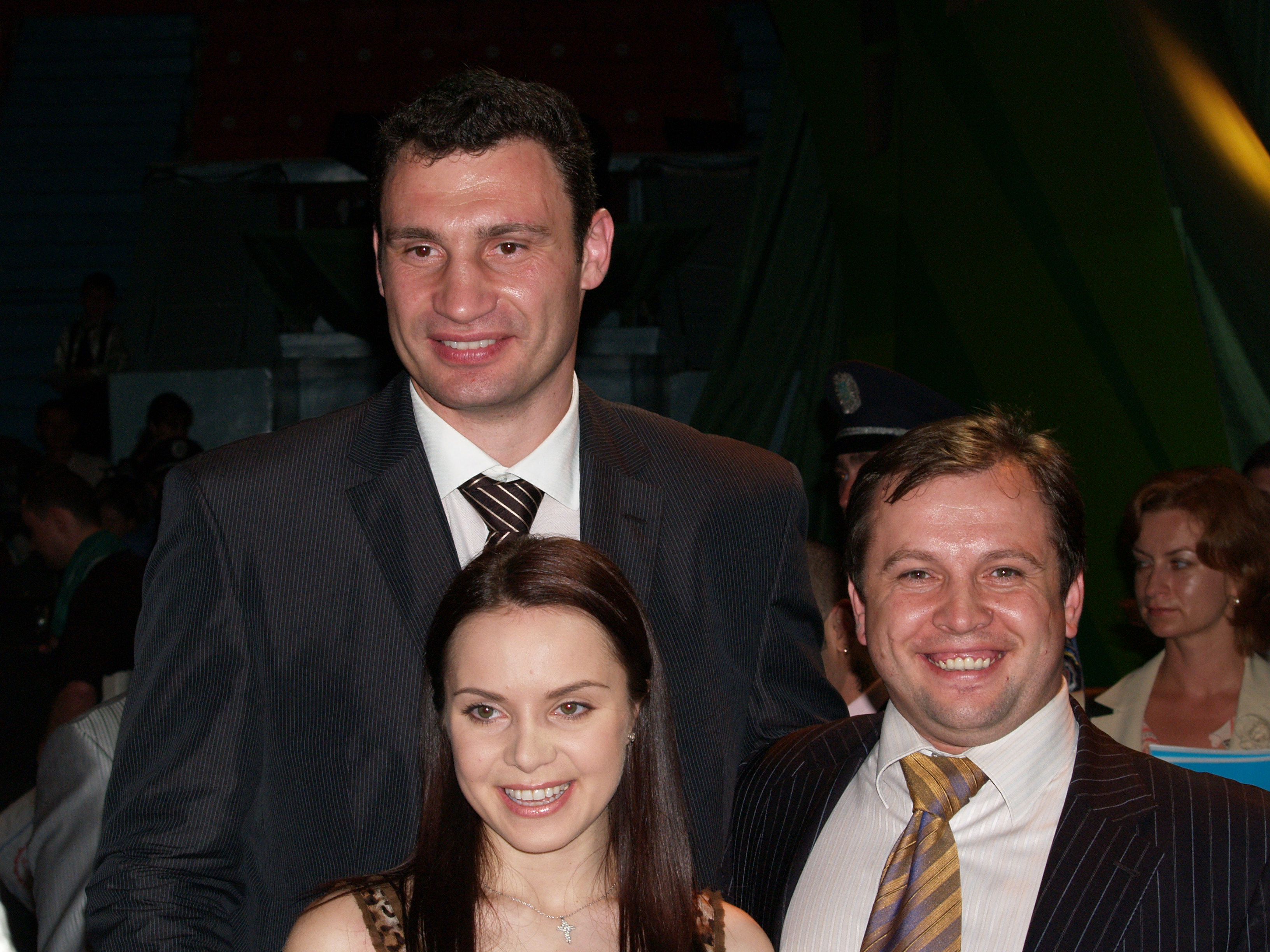
Віталій Клічко, Лілія Подкопаєва і Микола Кобзов на благодійному концерті «Нехай завжди буду Я», який пройшов при підтримці «Циркової спілки Кобзова» та під патронатом Представництва ООН в Україні та Дитячого фонду Об'єднаних Націй UNICEF. 1 червня 2006 року

Одним з найважливіших аспектів діяльності ВГО «Циркова спілка Кобзова» є благодійність.
Так, за час діяльності організації понад 500 тис. дітей-сиріт, дітей-інвалідів та дітей з малозабезпечених сімей мали можливість відвідати благодійні вистави цирку та аква-шоу. Ця діяльність відзначена більш ніж двома тисячами дипломів і подяк різних організацій, відомств і міністерств, а також висвітлена в ЗМІ.
Участь у благодійних акціях стало доброю традицією для артистів «Цирку Кобзов». Такі заходи часто проводяться спільно з різними благодійними організаціями та фондами, серед яких Міжнародний благодійний фонд «Україна 3000» — який очолює Катерина Ющенко, дитячий фонд «Берег Надії», Всеукраїнський благодійний фонд «Дітям України», громадська організація «Діти Чорнобиля», благодійний фонд «Приятелі дітей», Міжнародний німецький фонд «Допомога дітям і жертвам Чорнобиля», Благодійний фонд «Обдаровані діти — майбутнє України» та багато інших.
Наприкінці травня — початку червня «Циркова спілка Кобзова» протягом багатьох років, спільно з вищезазначеними фондами, організовує та проводить благодійні акції, присвячені Міжнародному дню захисту дітей на відкритих і закритих майданчиках.
Щорічно артисти, які входять до спілки, беруть участь в шоу, що проходять у Національному палаці «Україна», за підтримки Міжнародного благодійного фонду «Україна 3000» та народних артистів України Віолети та Миколи Мозгових.
У 2002 році стартувала спільна благодійна акція «Подорож у казковий світ цирку», організаторами якої виступили «Цирк Кобзов» і благодійний фонд «Україна дітям». За час проведення акції, з 2002 по 2004 рік, понад 150 000 дітей зі шкіл-інтернатів, дітей-інвалідів, а також дітей з малозабезпечених сімей усіх регіонів України могли безкоштовно відвідати вистави артистів «Цирку Кобзов».
30 грудня 2005 року «За участь у благодійній Акції з підтримки дітей працівників органів внутрішніх справ, які загинули (поранені) під час виконання службових обов'язків» Микола Кобзов отримав подяку від Міністерства внутрішніх справ України, підписану міністром Ю. В. Луценко.
1 червня 2006 року, завдяки тісній співпраці ВГО «Циркова спілка Кобзова» і видатної української олімпійської чемпіонки Лілії Подкопаєвої, відбувся великий гала-концерт «Нехай завжди буду Я», який пройшов під патронатом Представництва ООН в Україні та Дитячого фонду Об'єднаних Націй UNICEF. Почесними гостями гала-концерту стали такі відомі особистості як Віталій Кличко, Міністр у справах сім'ї, молоді та спорту — Юрій Павленко, Міністр транспорту та зв'язку — Віктор Бондар, представник UNICEF — Джеремі Хартлі, посли і представники 42-х посольств в Україні.

## Рада ветеранів
У 2003 році, при Всеукраїнській громадській організації «Циркова спілка Кобзова», розпочинає свою діяльність громадська організація «Рада Ветеранів Цирку».
Основна мета організації — це підтримка ветеранів циркового мистецтва, вирішення соціальних і матеріальних проблем колишніх працівників цирку і т. д. У рамках своєї діяльності Рада влаштовує щорічні зустрічі ветеранів цирку.

## Міжнародні фестивалі
У січні 2006 року президент ВГО «Циркова спілка Кобзова» Микола Кобзов запрошений як почесний гість на 30-й ювілейний Міжнародний фестиваль циркового мистецтва в Монте-Карло (Festival international du cirque de Monte-Carlo), а також відвідав 27-й Паризький фестиваль циркового мистецтва «Цирк завтрашнього Дня» (World Festival of the Circus of Tomorrow), на якому «Цирк Кобзов» заснував спеціальний приз і грошову премію.
Січень-лютий 2007 року. Микола Кобзов запрошений, як почесний гість, на 28-й Паризький фестиваль циркового мистецтва «Цирк завтрашнього дня» (World Festival of the Circus of Tomorrow), а також на 31-й Міжнародний фестиваль циркового мистецтва в Монте-Карло (Festival international du cirque de Monte-Carlo).
19 травня 2007 року в Концертному залі «Allegro hall» відбувся відбірковий тур «Міжнародного фестивалю гумору та естради». Члени журі: Володимир Моїсеєнко, Володимир Данилець, Брати Пономаренко та Микола Кобзов.
6 вересня 2007 року Микола Кобзов, як член журі, був запрошений на 6-й Міжнародний Молодіжний Фестиваль-Конкурс Циркового Мистецтва в Москві, який проходив у легендарному цирку на «Цветном бульваре». Група «Ляльки», цирку «Кобзов», на цьому фестивалі отримала вищу нагороду — приз «Золотий слон».
27 жовтня 2007 року Микола Кобзов запрошений, як член міжнародного журі, на 11-й Міжнародний Цирковий Фестиваль в Китаї «China Wuqiao International Circus Festival» (CWICF), який проходив у місті Шицзячжуан (Shijiazhuang) — північна китайська провінція Хебей (Hebei). На фестивалі брали участь 25 акробатичних циркових колективів з 16 країн, у тому числі з України.
З 5 по 9 грудня 2007 року Микола Кобзов став членом міжнародного журі 20-го Дитячого Міжнародного циркового фестивалю в Монте-Карло. На цьому фестивалі артисти цирку «Кобзов» акробатична група «Ляльки» отримали спеціальний приз від принцеси Монако Стефанії, а також приз журі, приз від спонсорів та Бронзовий Кубок фестивалю.

З 17 по 27 січня 2008 року Микола Кобзов запрошений, як почесний гість, на 32-й Міжнародний Фестиваль циркового мистецтва в Монте-Карло (Festival international du cirque de Monte-Carlo). 

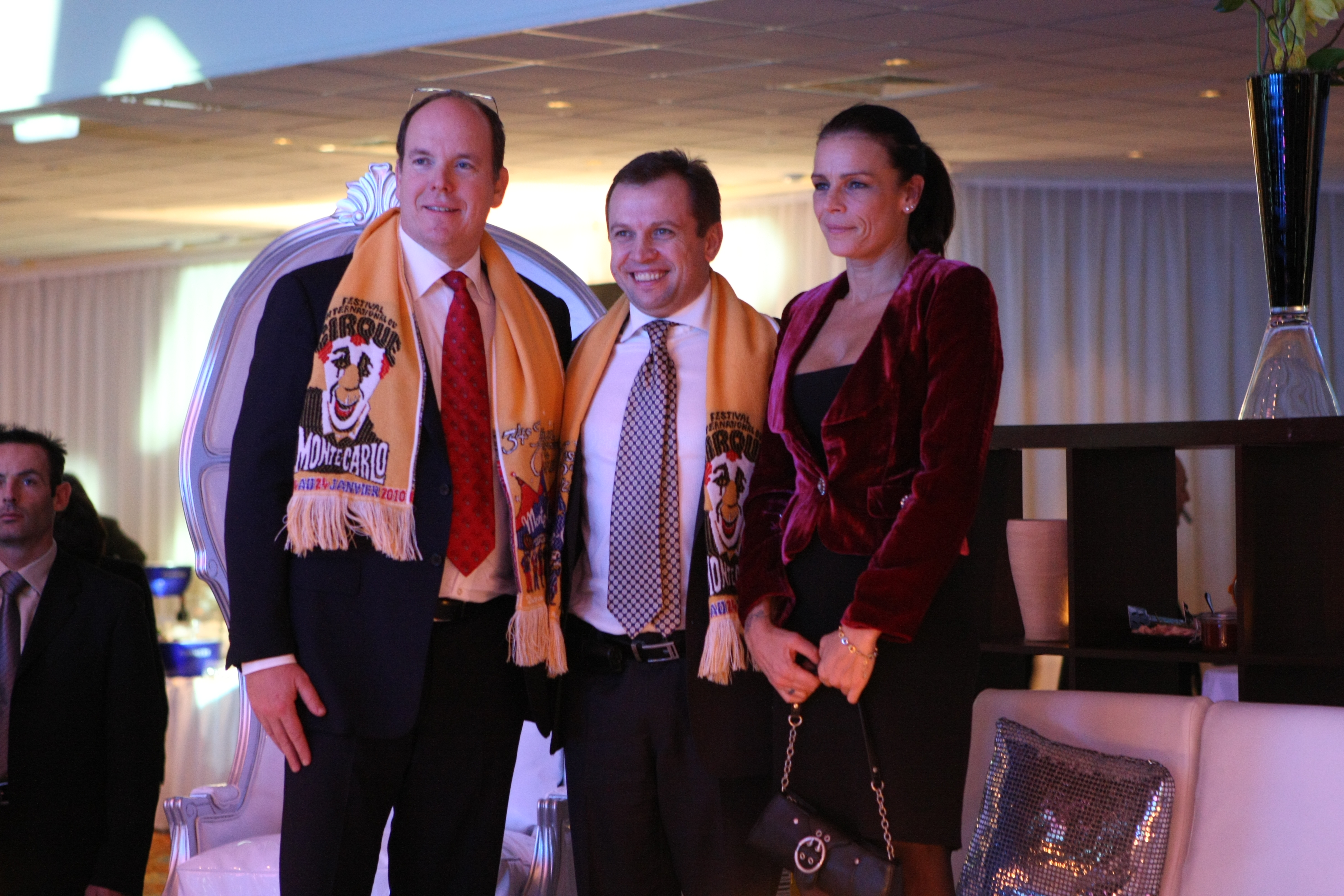
Князь Монако Альберт II, Микола Кобзов та принцеса Монако Стефанія на Міжнародному фестивалі у Монте-Карло

З 24 по 28 січня 2008 року, по особистому запрошенню директора фестивалю в Будапешті Іштвана Криштофа, Микола Кобзов відвідав 7-й Міжнародний фестиваль циркового мистецтва в Будапешті (International circus festival in Budapest).
З 31 січня по 3 лютого 2008 року Микола Кобзов — член журі 29-го Паризького Міжнародного Фестивалю циркового мистецтва «Цирк завтрашнього дня» (World Festival of the Circus of Tomorrow).
20 травня 2008 року в цирку Нікуліна на «Цветном бульваре» Микола Кобзов представляв Україну на святкуванні 70-річчя з дня народження Народного артиста Радянського Союзу Мстислава Запашного.
З 4 по 7 вересня 2008 року в Московському цирку Нікуліна на «Цветном бульваре» відбувся 7-й Московський Міжнародний Молодіжний Фестиваль-Конкурс Циркового Мистецтва. Дирекція Фестивалю запросила Миколу Кобзова взяти участь у роботі Фестивалю як члена міжнародного журі.
У грудні 2008 року Микола Кобзов був запрошений, як почесний гість, на 21-й Дитячий Міжнародний Цирковий Фестиваль в Монте-Карло.
Січень-лютий 2009 року Микола Кобзов запрошений, як почесний гість, на 33-й Міжнародний фестиваль циркового мистецтва в Монте-Карло (Festival international du cirque de Monte-Carlo). Артисти ВГО «Циркова спілка Кобзова» дует Дмитра Єгорова та Олесі Шульги (ремені) завоювали найвищу нагороду Фестивалю — «Золотий клоун».
А також, Микола Кобзов відвідав 30-й Паризький фестиваль циркового мистецтва «Цирк завтрашнього дня» (World Festival of the Circus of Tomorrow).
З 3 по 7 вересня 2009 року в Московському цирку Нікуліна на «Цветном бульваре» відбувся 8-й Московський Міжнародний Молодіжний Фестиваль-Конкурс Циркового Мистецтва. Дирекція Фестивалю вже втретє запрошує Миколу Кобзова взяти участь у роботі фестивалю, як члена міжнародного журі.
На цьому фестивалі артисти «Цирку Кобзов» завоювали наступні нагороди: акробатична група «Люди в чорному» (Владислав Глушенко, Олександр та Андрій Бондаренко, керівник Андрій Перунів) — «Срібний слон» (друга премія конкурсу), і акробатичне тріо «Essence» (Євгенія Потась, Олена Косюченко, Лариса Семенюк, керівник Марія Ремньова) — «Бронзовий слон» (третя премія).
З 15 по 19 жовтня 2009 року Микола Кобзов запрошений до складу журі 11-го Міжнародного фестивалю циркового мистецтва у м. Латіна (Італія). На цьому конкурсі артисти «Цирку Кобзов» акробатичне тріо «Essence» завоювали срібло, дует «Валері» (Валерій Ємець, Євген Щукін) — бронзу.
Січень 2010 рік — Микола Кобзов входить до складу журі найпрестижнішого 34-го Міжнародного фестивалю циркового мистецтва в Монте-Карло та Міжнародного циркового фестивалю в Будапешті.
2011 року Микола Кобзов запрошений до складу журі Світового фестивалю циркового мистецтва у Москві.
У 2012 році Микола Кобзов — член журі Міжнародного циркового фестивалю у Массі (Франція) та Міжнародного Циркового фестивалю в Будапешті.
Для популяризації циркового мистецтва «Циркова спілка Кобзова» разом із «Цирком Кобзов» за сприянням Миколи Кобзова бере активну участь в організації і проведенні різних державних і міжнародних фестивалів:
- 2004 — «Зоряна лагуна»;
- 2004–2010 — «Золота лілія»;
- 2005 — «Сергієвські зорі»;
- 2006 — «Золоте перо»;
- 2006 — «Людина року»;
- 2007 — «SOSстрадание»;
- 2011 — «Магія цирку» і багатьох інших.

## Міжнародний фестиваль «Золотий трюк Кобзова» в Україні
Безсумнівно, проведення заходу такого масштабу в Україні заявило про нашу країну як про державу, яка прагне до світових стандартів розвитку духовності та культури, а також про готовність української нації приймати і переймати досвід організації та проведення заходів світового рівня.
Організатори фестивалю поставили перед собою першочергові завдання щодо зміцнення культурних зв'язків між продюсерськими центрами, творчими агентствами, іншими культурними центрами і цирковими виконавцями з різних регіонів України, країн ближнього і далекого зарубіжжя, а також залучення учасників фестивалю до концертно-гастрольної діяльності в Україні та за кордоном.
Після тривалої підготовки, у червні 2011 року Всеукраїнська громадська організація «Циркова спілка Кобзова» мала честь представити I Міжнародний фестиваль циркового мистецтва «Золотий трюк Кобзова».
Формат Фестивалю передбачив конкурсну програму, в якій взяли участь найкращі артисти різних циркових жанрів, що представляють Україну, а також країни далекого і ближнього зарубіжжя.
Як почесні гості заходу були запрошені: власник найвідомішого канадського Цирку Дю Солей пан Гі Лаліберте, директор «Мулен Руж» — Джекі Клеріко, правлячий князь Монако Альберт II і принцеса Стефанія.

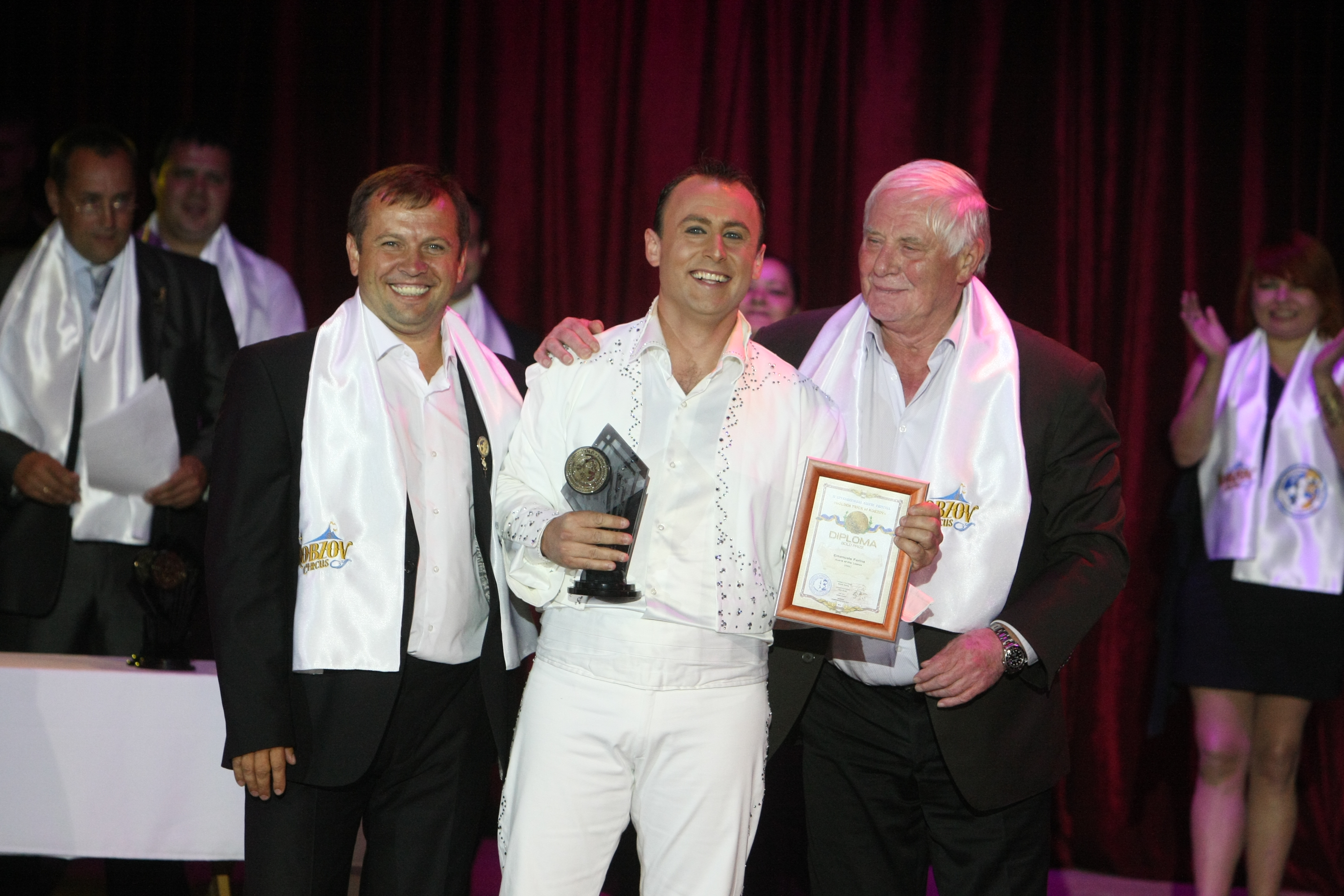
Микола Кобзов, Емануель Фаріна (італійський дресирувальник тигрів) та Іштван Кріштоф (директор угорського Національного цирку) на Міжнародному фестивалі «Золотий трюк Кобзова» в Україні, 2013 рік

Учасники та гості Фестивалю — найвідоміші діячі циркового мистецтва, думка яких є беззаперечним авторитетом у всьому світі. До складу журі були запрошені президенти і засновники найвідоміших циркових фестивалів Монако, Росії, Франції, Угорщини, Китаю, Італії, Куби, Мексики.
Вже не один десяток років циркові фестивалі Монако, Франції, Росії, Угорщини, Італії, Китаю та інших країн збирають найкращих артистів і дарують оригінальні циркові програми найвищого рівня. Такий же рівень популярності набирає і український цирк, підтвердженням цього став II Міжнародний фестиваль циркового мистецтва «Золотий трюк Кобзова».
З 28 червня по 1 липня в місті Кам'янець-Подільський було проведено II Міжнародний цирковий фестиваль «Золотий трюк Кобзова», за участі артистів Іспанії, Росії, Італії, України та інших країн світу. Зіркове журі фестивалю представлено країнами Франції, Угорщини, Монако, Італії, Іспанії та ін.

## Міжнародні Форуми Циркового мистецтва в Україні
18-19 червня 2008 року в Концертному залі «Allegro hall» проходив I Міжнародний Цирковий Форум, присвячений розвитку циркового мистецтва в Україні.
Для участі у заході в Києві зібралися представники найбільших цирків і імениті артисти циркового мистецтва Європи, Росії та України.
У рамках Форуму цирк «Кобзов» надав допомогу в організації проведення випускного іспиту Коледжу естрадно-циркового мистецтва, а також відбулися прес-конференція, семінари з обміну досвідом в організації та проведенні міжнародних циркових проєктів і гала-концерт.
18-19 червня 2009 року в Концертному залі «Allegro hall» проходить II Міжнародний Цирковий Форум, присвячений розвитку циркового мистецтва в Україні.
Почесними гостями Форуму стали Урс Пілз (Urs Pilz) — президент Європейської Циркової Асоціації (European Circus Association) і віце-президент та артистичний директор Міжнародного фестивалю циркового мистецтва в Монте-Карло (Монако); Арі Оденс (Arie Oudenes) — генеральний менеджер Європейської Циркової Асоціації (European Circus Association) (Нідерланди); Борис Федотов — президент Московського Міжнародного Молодіжного Фестивалю-конкурсу циркового мистецтва в цирку Нікуліна на «Цветном бульваре»; продюсер проєкту «Цирк із зірками» (Росія); Крістіан Криштоф — віце-президент Міжнародного циркового фестивалю в Будапешті, а також провідні українські та зарубіжні фахівці у сфері циркового мистецтва.
У рамках проєкту відбулися прес-конференція, семінари, зустріч членів ЕСА (Європейська Циркова організація) з представниками українських циркових організацій. І вже за традицією, в рамках програми, «Цирк Кобзов» надав допомогу в організації проведення випускного іспиту Коледжу естрадно-циркового мистецтва.

## Приїзд принцеси Монако до України
У 2012 році, з неофіційним візитом, за традицією, що склалася, «Цирк Кобзов» відвідала дочка князя Монако Реньє III і голлівудської актриси Грейс Келлі, президент Міжнародного циркового фестивалю в Монте-Карло принцеса Стефанія.
Основна мета приїзду принцеси Стефанії — відбір циркових номерів для свого фестивалю в Монте-Карло, на якому українські артисти вже неодноразово перемагали. І цього ж року привезли до України три нагороди з фестивалю.
Принцеса Монако Стефанія повторно приїжджала в Алегро Холл в 2012 році з тією ж метою - вибрати найкращі циркові номери для свого міжнародного дитячого циркового фестивалю в Монте-Карло.

## Нові прем'єри та перший всеукраїнський тур оновленого «Цирку Кобзов»
2012 рік став роком підготовки до туру «Цирку Кобзов» та одного з найграндіозніших циркових шоу Європи — «Vivat».
В квітні 2013 року, в рамках туру «Цирку Кобзов» по містах України, відбулася прем'єра нової шоу-програми «Vivat» — феєричне дійство, не маюче аналогів у світі. 

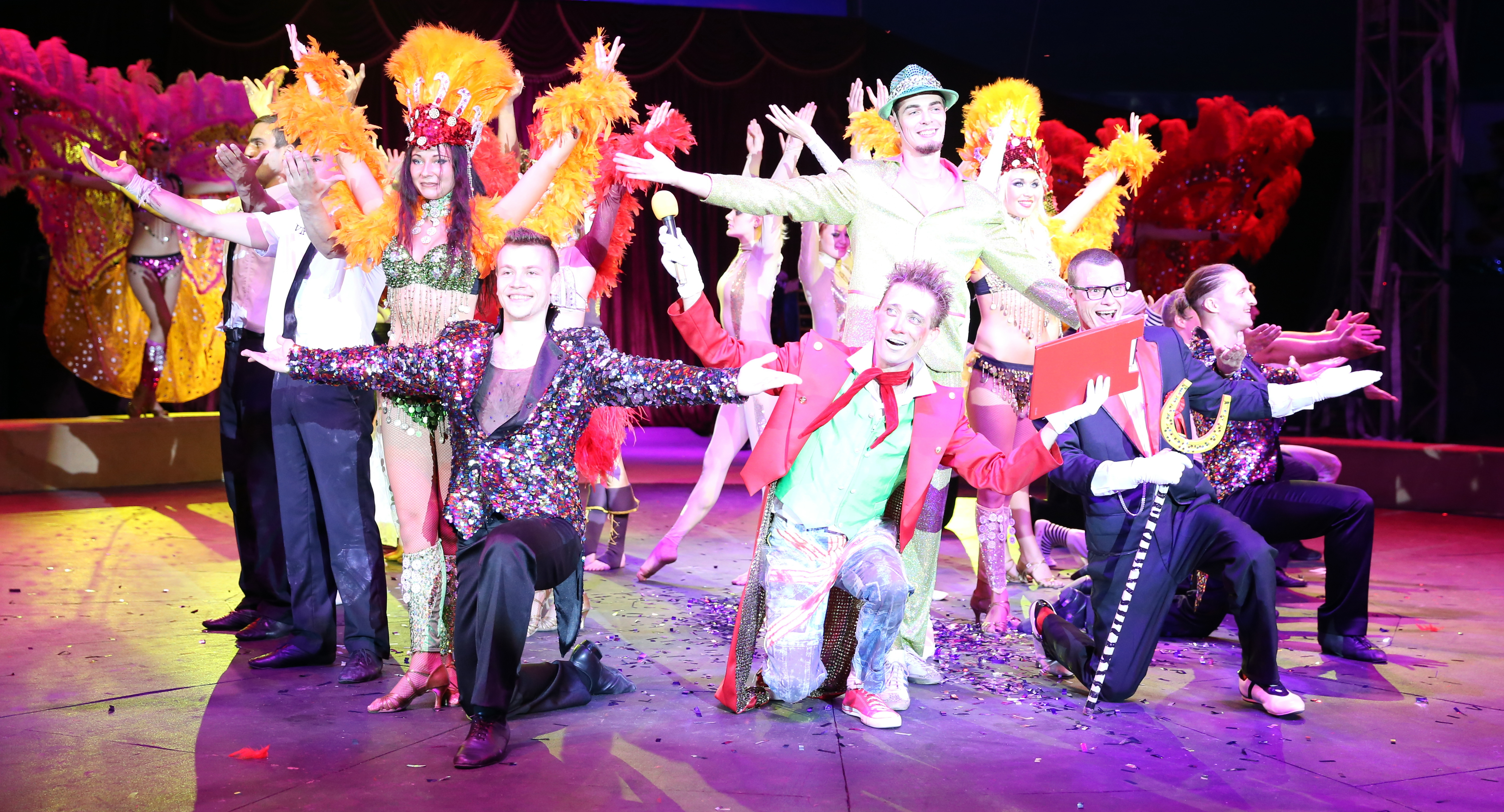
Оновлений «Цирк Кобзов»

Крім того, в рамках туру, пропонується абсолютно новий цирковий напрям: DANGER Madness Circus — небезпечний цирк, який відкриває повну картину сучасного світу. Це божевільна енергетика, суміш небезпечних трюків та вибухової музики.
А також, відвідувачі цирку тепер мають змогу потрапити на виставки, що працюють на території розважального комплексу «Кобзов»: виставку «Зоопарк», виставку екзотичних тварин «Тераріум», а також виставку «Динопарк Юрського періоду» (де представлено 15 різних динозаврів-велетнів, кістки динозаврів і динозавр-робот).
В планах на найближче майбутнє створення нових шоу-програм та циркових колективів.

## Нагороди
- 2006 — "За Вагомий внесок у організацію та проведення міжнародної виставки-форуму товарів та послуг для дітей «Країна дитинства 2006» — Подяка від Генерального Директора компанії «Центр виставкових проєктів» О. С. Литвяка.
- 2006 — почесна відзнака орден «Україна-Дітям» першого ступеню «За вагомий внесок у навчання та виховання дітей України»;
- 2006 — почесна відзнака «За сприяння органам внутрішніх справ України».
- 2007 — почесна відзнака МНС.